# Luigi Capuzzo
Luigi Capuzzo (né le 1er avril 1958 à Anguillara Veneta en Vénétie) est un joueur de football italien, qui jouait au poste d'attaquant, avant de devenir entraîneur.

## Biographie

### Joueur

#### En club
Produit du vivier du grand club de sa province natale, le Padoue Calcio, il rejoint en 1974 le centre de formation de la Juventus, grand club du nord-ouest du pays. Lors de la saison 1976-77, il est inclus dans l'équipe première puis joue en tout avec les bianconeri trois matchs, tous en Coppa Italia, et reste sur le banc pour trois matchs de Coupe UEFA ainsi que pour un match de Serie A. 
En 1977, la Juventus l'échange ainsi qu'Alberto Marchetti, contre Pietro Paolo Virdis au Cagliari Calcio. Il inscrit alors 4 buts en 18 matchs de championnat, et, lors de la saison suivante, il rejoint l'US Pistoiese, toujours en Serie B. Avec les arancioni, il devient enfin titulaire, inscrivant 9 buts et terminant 4e au Torneo di Viareggio (il y inscrivit notamment un doublé contre son ancien club de la Juventus).
Durant les années suivantes, il joua avec l'Hellas Vérone puis à la SPAL, en Serie B. En 1983, après 136 matchs disputés, il est acquis par le club de Venise en Serie C2, avec qui il reste quatre saisons durant, parvenant à atteindre la Serie C1 en 1987. Après ensuite une saison au Trento Calcio en C1, il joue à partir de 1988 dans le Campionato Interregionale avec Caerano (inscrivant 16 buts). Il met un terme à sa carrière avec le club de Trévise ainsi qu'avec celui de Pievigina en Serie C2.

#### En sélection
Convoqué en équipe nationale de jeunes, il prend part en 1977 à la coupe du monde 1977 des moins de 20 ans, inscrivant notamment son seul et unique but en sélection contre la Côte d'Ivoire (ainsi que le seul but italien du tournoi).

### Entraîneur
Après sa retraite de footballeur, il entame une carrière d'entraîneur, prenant tout d'abord les rênes de l'équipe jeunes du Calcio Padoue (un de ses clubs formateurs), avant d'ensuite partir entraîner diverses équipes locales, comme le Giorgione Calcio en Serie C2 entre 1995 et 1998, ou encore le Fiorenzuola Calcio (Serie C1) où il est limogé au bout de quelques journées. Il s'occupa ensuite des clubs du Tarente Calcio et de Triveneto, avant d'ensuite accéder à la Serie C2 avec le Castel di Sangro.
Depuis 2010, il s'occupe du secteur jeunes, d'abord de San Paolo Padova puis de Padoue.

## Palmarès
Juventus
- Championnat d'Italie (1) :
  - Champion : 1976-77.

- Coupe UEFA (1) :
  - Vainqueur : 1976-77.